# Harald Sack Ziegler
Harald „Sack“ Ziegler (* 1961 in Berlin als Harald Ziegler) ist ein deutscher Sänger und Multiinstrumentalist. 

## Leben
Harald Ziegler studierte Waldhorn an der Hochschule für Musik und Darstellende Kunst Frankfurt am Main. Seit 1986 lebt er in Köln. Hier nahm er zahlreiche Kassetten mit seinen trashigen Song-Miniaturen als One-Man-Band auf. Er gilt als Titan der deutschen Wohnzimmermusik.
Als Instrumentarium dienen neben Gitarre, Heimorgel, Horn und Stimme auch Kinderspielzeug und Haushaltsgegenstände. Die Texte sind humoristisch-verspulte Alltagsbetrachtungen mit teilweise verwirrenden Wendungen. Unter anderem bildete er mit Frank Schültge das Duo Sack & Blumm, mit Jon Sheffield Sack & Sheffield, mit Eric W. Mast Sack & E*Rock und mit Sascha Kupka Sack & 96.

## Diskografie (Auswahl)
- 1990: Sack Heil (Home Product)
- 1994: W.S.f.O. (n.UR-Kult)
- 1995: Brick (Marginal Talent)
- 2000: Blumm (Dhyana Records)[2]
- 2002: Kopf Zahl Bauch (Staubgold)
- 2005: Punkt (Staubgold/Freibank)[3][4]

## Publikationen
- Harald Ziegler: Das grosse Harald-"Sack"-Ziegler-Songbuch. Krash-Verlag, Köln 1995, ISBN 3-927452-76-9
- Harald »Sack« Ziegler: KOPF ZAHL BAUCH. In: Boris Kerenski, Sergiu Stefanescu (Hrsg.): Kaltland-Beat: neue deutsche Szene. Mit einem Vorw. von Peter O. Chotjewitz, Ithaka-Verlag, Stuttgart 1999, ISBN 978-3-933545-07-7, S. 320–325

## Hörspiel
- Rauhes Sitten, musikalisches Hörspiel nach der Graphic Novel von Leo Leowald, SWR 2008